# Eryngium agavifolium
Panicaut à feuilles d'Agave
Espèce
Eryngium agavifolium, le Panicaut à feuilles d'Agave, est une espèce de plantes herbacées pérennes de la famille des Apiacées.

## Répartition
Argentine, provinces de Córdoba, Santiago del Estero et San Luis. Altitude comprise entre 500 et 1 000 m.

## Taxonomie
L'espèce Eryngium agavifolium est décrite par August Heinrich Rudolf Grisebach dans Abhandlungen der Königlichen Gesellschaft der Wissenschaften zu Göttingen 19: 155–156. 1874